# Italo Calvino
Italo Calvino (Santiago de las Vegas, 15 de outubro de 1923 – Siena, 19 de setembro de 1985) foi um escritor e jornalista italiano. 
Um dos mais importantes escritores italianos do século XX, nasceu em Cuba. Seus pais eram cientistas italianos que passavam uma curta temporada no país para depois retornar à Itália pouco tempo após o seu nascimento. Sua literatura é considerada sincera, delicada e extremamente ágil.

## Biografia
Calvino nasceu em 1923, em Santiago de las Vegas, um subúrbio de Havana, em Cuba. Seu pai, Mario, era um agrônomo e botânico, especialista em flora tropical, que lecionava na área de agronomia e também de floricultura. Nascido em Sanremo, na Itália, Mario Calvino imigrou para o México, em 1909, onde assumiu um cargo importante no Ministério da Agricultura. Em um ensaio biográfico, Italo explica que seu pai "fora um anarquista na juventude, seguidor de Kropotkin e um reformista socialista. Em 1917, Mario partiu para Cuba para realizar experimentos científicos, após passar pela Revolução Mexicana.
Sua mãe, Giuliana Luigia Evelina "Eva" Mameli, era botânica e professora universitária. Natural de Sássari, na Sardenha, era 11 anos mais nova que o marido, com quem se casou quando ainda era professora assistente na Universidade de Pavia. Nascida em uma família tradicional, Eva era uma pacifista e foi educada na "religião do dever e da ciência".
Eva deu a Calvino seu primeiro nome incomum para lembrá-lo de sua herança italiana, embora, como ele acabou crescendo na Itália, Calvino achasse que seu nome soava "beligerantemente nacionalista". Calvino descrevia seus pais como sendo "muito diferentes um do outro em personalidade", sugerindo tensões talvez mais profundas por trás de uma educação confortável, embora rigorosa, de classe média, desprovida de conflitos. Quando adolescente, ele teve dificuldade em se relacionar com a pobreza e a classe trabalhadora, e ficou "pouco à vontade" com a abertura de seus pais aos trabalhadores que iam ao seu escritório aos sábados para receber seu salário semanal.
Em 1925, menos de dois anos depois do nascimento de Italo, a família retornou para a Itália onde se estabeleceram em definitivo em Sanremo, na costa da Ligúria. Floriano, irmão mais novo de Italo, nasceu em 1927, e se tornaria um proeminente geólogo. A família dividia o tempo entre a Villa Meridiana, estação experimental de floricultura que também servia de residência, e a terra ancestral de Mario, em San Giovanni Battista. Nesta pequena fazenda situada nas colinas atrás de Sanremo, Mario foi pioneiro no cultivo de frutas então exóticas, como abacate e toranja, acabando por obter uma inscrição no Dizionario biografico degli italiani por suas realizações. As vastas florestas e a fauna luxuriante onipresentes nas primeiras ficções de Calvino, como The Baron in the Trees, derivam desse "legado". Em entrevista, Calvino afirmou que “Sanremo continua aparecendo nos meus livros, nos mais diversos escritos”.
Ele e Floriano subiam até a propriedade arborizada e empoleiravam-se durante horas nos galhos lendo suas histórias de aventura favoritas. Aspectos menos salubres desse "legado paterno" são descritos em The Road to San Giovanni, as memórias de Calvino sobre seu pai, nas quais ele expõe sua incapacidade de comunicação: 
| “ | Conversar um com o outro era difícil. Ambos prolixos por natureza, possuidores de um oceano de palavras, na presença um do outro ficávamos mudos, caminhávamos em silêncio lado a lado pela estrada de San Giovanni. | ” |

Fã de The Jungle Book, de Rudyard Kipling, quando criança, Calvino sentiu que seu interesse precoce por histórias fez dele a "ovelha negra" de uma família que tinha menos estima pela literatura do que pelas ciências. Fascinado por filmes e desenhos animados norte-americanos, sentiu-se igualmente atraído pelo desenho, pela poesia e pelo teatro. Em uma nota mais sombria, Calvino lembrou que sua lembrança mais antiga era de um professor marxista que havia sido brutalmente agredido pelos Camisas-negras, de Benito Mussolini: 
| “ | Lembro-me claramente que estávamos jantando quando o velho professor entrou com o rosto espancado e sangrando, a gravata borboleta toda rasgada, pedindo ajuda. | ” |

Outros legados incluem as crenças dos pais na maçonaria, republicanismo com elementos de anarquismo e Marxismo. Livres-pensadores austeros e com um ódio intenso ao Partido Nacional Fascista no poder, Eva e Mario também se recusaram a dar aos seus filhos qualquer educação na fé católica ou em outra religião. Italo frequentou a escola infantil inglesa St. George's College, seguida de uma escola particular primária protestante dirigida por valdenses. A sua escolaridade secundária, com currículo de liceu clássico, foi concluída no Liceo Gian Domenico Cassini, um a instituição estatal, onde, a pedido dos pais, foi dispensado das aulas de religião, mas frequentemente solicitado a justificar o seu anticonformismo a professores, zeladores e colegas alunos.
Mais velho, Calvino descreveu a experiência como tendo-o tornado "tolerante com as opiniões dos outros, principalmente no campo da religião, lembrando como era cansativo ouvir-me ridicularizado por não seguir as crenças da maioria". Em 1938, Eugenio Scalfari, que criou a revista semanal L'Espresso e La Repubblica, um importante jornal italiano, veio de Civitavecchia para ingressar na mesma turma, embora um ano mais jovem, e eles dividiam a mesma carteira. Os dois adolescentes formaram uma amizade duradoura, com Calvino atribuindo seu despertar político às discussões universitárias. Sentados juntos "numa enorme pedra plana no meio de um riacho perto da nossa terra", ele e Scalfari fundaram um movimento universitário denominado MUL.
Eva conseguiu atrasar a inscrição do filho nos batedores armados do Partido Nacional Fascista, os Balilla Moschettieri, e depois providenciou para que ele fosse dispensado, como não católico, de realizar atos devocionais na Igreja. Mas mais tarde, como membro obrigatório, não pôde evitar as assembleias e desfiles dos Avanguardisti, e foi forçado a participar na invasão italiana da Riviera Francesa em junho de 1940.

### Segunda Guerra Mundial
Em 1941, Calvino matriculou-se na Universidade de Turim, escolhendo a Faculdade de Agricultura onde seu pai já havia ministrado cursos de agronomia. Escondendo suas ambições literárias de agradar a família, ele passou em quatro exames no primeiro ano enquanto lia obras antifascistas de Elio Vittorini, Eugenio Montale, Cesare Pavese, Johan Huizinga, e Pisacane, e trabalhos de Max Planck, Werner Heisenberg e Albert Einstein sobre física.
A verdadeira aspiração de Calvino era ser dramaturgo. Suas cartas a Eugenio Scalfari transbordam de referências a peças italianas e estrangeiras, e de enredos e personagens de futuros projetos teatrais. Luigi Pirandello e Gabriele D'Annunzio, Cesare Vico Lodovici e Ugo Betti, Eugene O'Neill e Thornton Wilder estão entre os principais autores que Calvino cita como suas fontes de inspiração.
Indiferente aos estudantes de Turim, Calvino via-se encerrado numa "concha provincial" que oferecia a ilusão de imunidade ao pesadelo fascista: 
| “ | Éramos 'caras durões' das províncias, caçadores, jogadores de sinuca, exibicionistas, orgulhosos de nossa falta de sofisticação intelectual, desdenhosos de qualquer retórica patriótica ou militar, grosseiros em nosso discurso, frequentadores regulares dos bordéis, indiferentes a qualquer sentimento romântico e desesperadamente desprovidos de mulheres. | ” |

Calvino se transferiu para a Universidade de Florença, em 1943, e relutantemente passou em mais três exames de agricultura. No final do ano, os alemães conseguiram ocupar a Ligúria e estabelecer a República Social Italiana, um estado fantoche de Benito Mussolini, no norte da Itália. Agora com 20 anos, Calvino recusou o serviço militar e se escondeu. Lendo intensamente sobre uma ampla gama de assuntos, ele também pensou politicamente que, de todos os agrupamentos político-partidários, os comunistas eram melhor organizados e "os mais convincentes na linha política”.
Na primavera de 1944, Eva encorajou seus filhos a entrar para a Resistência italiana em nome da "justiça e das virtudes familiares". Usando o nome de guerra "Santiago", Calvino juntou-se às Brigadas Garibaldi, um grupo comunista clandestino e, por quase dois anos, suportou os combates nos Alpes Marítimos até 1945 e o Libertação. Como resultado de sua recusa em ser recrutado, seus pais foram mantidos como reféns pelos nazistas por um longo período na Villa Meridiana. Calvino escreveu sobre a provação de sua mãe que "ela foi um exemplo de tenacidade e coragem... comportando-se com dignidade e firmeza diante da SS e da milícia fascista, e em sua longa detenção como refém, principalmente quando os Camisas-negras fingiram atirar em meu pai três vezes na frente dos olhos dela. Os acontecimentos históricos dos quais as mães participam adquirem a grandeza e a invencibilidade dos fenômenos naturais".

### Turim e comunismo
Calvino estabeleceu-se em Turim em 1945, após uma longa hesitação entre morar lá ou em Milão. Muitas vezes, Italo menosprezou esta escolha com humor, descrevendo Turim como uma "cidade séria, mas triste". Voltando à universidade, abandonou a Faculdade de Agricultura pela Faculdade de Letras. Um ano depois, foi iniciado no mundo literário por Elio Vittorini, que publicou seu conto "Andato al comando" (1945) no Il Politecnico, uma revista semanal com sede em Turim, associada à universidade.
Os horrores da guerra não só forneceram a matéria-prima para as suas ambições literárias, mas também intensificou seu compromisso com a causa comunista. Vendo a vida civil como uma continuação da luta partidária, ele confirmou sua adesão ao Partido Comunista Italiano. Ao ler O Estado e a Revolução, de Vladimir Lenin, Italo mergulhou na vida política do pós-guerra, associando-se principalmente ao movimento operário em Turim.
Em 1947, Italo se formou com uma dissertação sobre Joseph Conrad. Também escreveu contos nas horas vagas e conseguiu um emprego no departamento de publicidade da editora Einaudi, administrada por Giulio Einaudi. Embora breve, sua passagem o colocou em contato regular com Cesare Pavese, Natalia Ginzburg, Norberto Bobbio e muitos outros intelectuais e escritores de esquerda. Ele então deixou a Einaudi para trabalhar como jornalista para o diário oficial comunista, L'Unità, e para a recém-nascida revista política comunista, Rinascita. Durante este período, Pavese e o poeta Alfonso Gatto foram os amigos e mentores mais próximos de Calvino.
Seu primeiro livro, Il sentiero dei nidi di ragno (A trilha dos ninhos de aranha) foi escrito com conselhos editoriais de Pavese e ganhou o Premio Riccione em 1947. Com vendas ultrapassando os 5 mil exemplares, um sucesso surpreendente na Itália do pós-guerra, o romance inaugurou o período neorealista de Calvino. Num ensaio clarividente, Pavese elogiou o jovem escritor como um "esquilo da caneta" que "subia nas árvores, mais por diversão do que por medo, para observar a vida partidária como uma fábula da floresta". Em 1948, ele entrevistou um de seus ídolos literários, Ernest Hemingway, viajando com Natalia Ginzburg para sua casa, em Stresa.
Ultimo viene il corvo (The Crow Comes Last), uma coletânea de histórias baseadas em suas experiências durante a guerra, foi publicada com aclamação em 1949. Apesar do triunfo, Calvino ficou cada vez mais preocupado com sua incapacidade de compor um segundo romance digno. Retornou a Einaudi em 1950, desta vez responsável pelos volumes literários. Acabou se tornando editor, posição que lhe permitiu aprimorar seu talento como escritor, descobrir novos escritores e se tornar um "leitor de textos". No final de 1951, provavelmente para avançar no Partido Comunista, passou dois meses na União Soviética como correspondente do l'Unità. Enquanto estava em Moscou, soube da morte de seu pai, em 25 de outubro de 1951. Os artigos e correspondência que produziu nesta visita foram publicados em 1952, ganhando o Prêmio Saint-Vincent de jornalismo.
Por um período de sete anos, Calvino escreveu três romances realistas, The White Schooner (1947–1949), Youth in Torino (1950–1951) e The Queen's Necklace (1952–54), mas todos foram considerados defeituosos. Os primeiros esforços de Calvino como ficcionista foram marcados pela sua experiência na resistência italiana durante a Segunda Guerra Mundial, porém sua aclamação como escritor de histórias fantásticas veio na década de 1950. Durante os dezoito meses que levou para concluir I giovani del Po (Juventude em Turim), ele fez uma importante autodescoberta: 
| “ | Comecei a fazer o que era mais natural para mim - isto é, seguindo o memória das coisas que mais amei desde a infância. Em vez de me forçar a escrever o livro que "deveria" escrever, o romance que se esperava de mim, evoquei o livro que eu mesmo gostaria de ler, do tipo por um escritor desconhecido, de outra época e de outro país, descoberto num sótão. | ” |

O resultado foi Il visconte dimezzato (1952; O visconde partido ao meio) escrito em 30 dias entre julho e setembro de 1951. O protagonista, um visconde do século XVII dividido em dois por uma bala de canhão, encarnou as crescentes dúvidas políticas de Calvino. e a turbulência divisiva da Guerra Fria. Entrelaçando habilmente elementos dos gêneros fábula e fantasia, o romance alegórico lançou-o como um moderno "fabulista". Em 1954, Giulio Einaudi encomendou seu Fiabe Italiane (1956; Contos populares italianos) com base na questão: "Existe um equivalente italiano dos Irmãos Grimm?" Durante dois anos, Calvino compilou contos encontrados em coleções do século XIX em toda a Itália e depois traduziu 200 dos melhores contos de vários dialetos para o italiano. As principais obras que leu nessa época foram Morphology of the Folktale e Historical Roots of Russian Fairy Tales, de Vladimir Propp, estimulando suas próprias ideias sobre a origem, forma e função da história.
Em 1952, com Giorgio Bassani, Calvino escreveu para a Botteghe Oscure, revista que leva o nome do nome popular da sede do partido em Roma. Ele também trabalhou para o Il Contemporaneo, um semanário marxista. De 1955 a 1958, Calvino teve um caso com a atriz italiana Elsa De Giorgi, uma mulher casada e mais velha. Trechos das centenas de cartas de amor que Calvino escreveu para ela foram publicados no Corriere della Sera em 2004, causando grande polêmica na época.

### Pós-comunismo
Em 1957, desiludido com a invasão soviética à Hungria, em 1956, Calvino deixou o Partido Comunista da Itália. Na sua carta de renúncia ao partido, publicada no L'Unità em 7 de agosto, Italo explicou o motivo da sua dissidência (a repressão violenta da revolta húngara e a revelação dos crimes de Joseph Stalin), ao mesmo tempo que confirma a sua "confiança nas perspectivas democráticas" do comunismo mundial. Italo desistiu de assumir um papel ativo na política e nunca mais se filiou a outro partido.
Ignorado pelo líder do Partido Comunista, Palmiro Togliatti e seus apoiadores devido à publicação de La gran bonaccia delle Antille, uma alegoria satírica do imobilismo do partido, Calvino começou a escrever O Barão nas Árvores. Concluída em três meses e publicada em 1957, a fantasia se baseia no “problema do comprometimento político do intelectual em uma época de ilusões despedaçadas”. Encontrou novos veículos para seus textos nas revistas Città aperta e Tempo presente, na revista Passato e presente e no semanário Italia Domani. Com Vittorini, em 1959, tornou-se co-editor da [[Il Menabò di letteratura, uma revista cultural dedicada à literatura na era industrial moderna, cargo que ocupou até 1966.
Apesar das severas restrições nos Estados Unidos contra estrangeiros com opiniões comunistas, Calvino foi autorizado a visitar o país, onde permaneceu por seis meses, de 1959 a 1960 (quatro dos quais passou em Nova York), após convite da Fundação Ford. Calvino ficou impressionado com o “Novo Mundo”: Naturalmente visitei o Sul e também a Califórnia, mas sempre me senti nova-iorquino. Minha cidade é Nova York. As cartas que escreveu a Einaudi descrevendo esta visita aos Estados Unidos foram publicadas pela primeira vez como "American Diary 1959–1960" em Hermit in Paris em 2003.
Em 1962, Calvino conheceu a tradutora argentina Esther Judith Singer ("Chichita") com quem se casou em 1964 em Havana, durante uma viagem em que visitou sua cidade natal e foi apresentado a Che Guevara. Em 15 de outubro de 1967, poucos dias após a morte de Guevara, Calvino escreveu uma homenagem a ele que foi publicada em Cuba em 1968 e na Itália trinta anos depois. Ele e a esposa se estabeleceram em Roma, na via Monte Brianzo, onde sua filha, Giovanna, nasceu em 1965. Mais uma vez trabalhando para Einaudi, Calvino começou a publicar alguns de seus "Cosmicomics" na revista literária Il Caffè.

### Pós-1966
A morte de Vittorini, em 1966, afetou muito Calvino. Passou pelo que chamou de "depressão intelectual", que o próprio escritor descreveu como uma passagem importante de sua vida: "Deixei de ser jovem. Talvez seja um processo metabólico, algo que vem com a idade, já era jovem há muito tempo, talvez muito tempo, de repente senti que devia começar a minha velhice, sim, a velhice, talvez com a esperança de prolongá-la, começando-a cedo".
Em meio à atmosfera que evoluiria para a revolução cultural de 1968 (o maio francês), ele e sua família se mudaram para Paris em 1967, fixando residência em uma villa em Montparnasse. Apelidado de l'ironique amusé, Calvino foi convidado por Raymond Queneau em 1968 para se juntar ao Oulipo (Ouvroir de littérature potentielle) grupo de escritores experimentais onde conheceu Roland Barthes e Georges Perec, que influenciariam seu trabalho posterior.
Nesse mesmo ano, recusou o Prêmio Viareggio por Ti con zero, alegando que se tratava de um prêmio concedido por "instituições esvaziadas de sentido". Ele aceitou, no entanto, tanto o Prêmio Asti quanto o Prêmio Feltrinelli por seus escritos em 1970 e 1972, respectivamente. Em dois ensaios autobiográficos publicados em 1962 e 1970, Calvino descreveu-se como "ateu" e sua perspectiva como "não religiosa".
Calvino teve contato mais significativo com o mundo acadêmico, notadamente na Sorbonne e na Universidade de Urbino. Seus interesses literários abrangeram vários períodos, gêneros e línguas, incluindo Honoré de Balzac, Ludovico Ariosto, Dante, Inácio de Loyola, Cervantes, Shakespeare, Cyrano de Bergerac e Giacomo Leopardi.
Entre 1972 e 1973, Calvino se tornou um colaborador regular do jornal italiano Corriere della Sera. Durante este período, Calvino passou as férias de verão em uma casa construída no pinhal de Roccamare, em Castiglione della Pescaia, Toscana. Em 1975, Calvino foi nomeado Membro Honorário da Academia Americana em Roma. Premiado com o Prêmio do Estado Austríaco de Literatura Europeia, em 1976, visitou o México, o Japão e os Estados Unidos, onde fez uma série de palestras em diversas cidades norte-americanas. Depois que sua mãe morreu em 1978, aos 92 anos, Calvino vendeu a Villa Meridiana, a casa da família em Sanremo. Dois anos depois, mudou-se para Roma, na Piazza Campo Marzio, perto do Panteão e começou a editar a obra de Tommaso Landolfi. Premiado com a Légion d'honneur francesa em 1981, aceitou o papel de presidente do júri do 38º Festival de Cinema de Veneza.

## Morte
Durante o verão de 1985, Calvino preparava uma série de textos sobre literatura para as cátedras de poesia Charles Eliot Norton na Universidade de Harvard a serem ministradas no outono. Em 6 de setembro, ele foi internado no hospital de Santa Maria della Scala em Siena (agora um museu) devido a um AVC, onde morreu durante a noite entre 18 e 19 de setembro devido às sequelas, aos 61 anos.
Suas notas de palestra foram publicadas postumamente em italiano em 1988 e em inglês como Six Memos for the Next Millennium em 1993.

## Obras

### Ficção
- Il sentiero dei nidi di ragno[37] (1947) (pt : O atalho dos ninhos de aranha. Lisboa Editores Reunidos, 1995; br: A trilha dos ninhos de aranha, São Paulo : Companhia das Letras, 2004)
- Il visconte dimezzato (1952) (br: O visconde partido ao meio; pt: O visconde cortado ao meio. Lisboa: Teorema, 1986[?])[38]
- Il barone rampante (1957) (br: O barão nas árvores (2009); pt: O barão trepador)[39]
- Il cavaliere inesistente (1959) (br: O cavaleiro inexistente. São Paulo: Companhia das Letras, 2004, ©1993)
- La giornata di uno scrutatore (1963) (br: O dia de um escrutinador)
- Le cosmicomiche (1965) (br: As cosmicômicas. São Paulo: Companhia das Letras, 2000, 1992)
- Il castello dei destini incrociati (1969) (pt: O castelo dos destinos cruzados. Lisboa: Livraria Bertrand, 1973)
- Gli amori difficili (1970) (br: Os amores difíceis. São Paulo: Companhia das Letras, 1996)
- Le città invisibili (1972) (br: As cidades invisíveis. São Paulo: Companhia das Letras, 1994)
- Se una notte d'inverno un viaggiatore (1979) (br: Se um viajante numa noite de inverno. São Paulo: Companhia das Letras, 1999)
- Palomar (1983) (br: Palomar. São Paulo: Companhia das Letras, 2004, ©1990)
- Sotto il sole giaguaro (1988) (br: Sob o sol-jaguar. São Paulo: Companhia das Letras, 2001, ©1986)
- La strada di San Giovanni (1990) (br: O caminho de San Giovanni. São Paulo: Companhia das Letras, 2000)
- Perde quem fica zangado primeiro (1998) (Infantil). ISBN 8585466448

### Ensaios
- Perché leggere i classici (1991) (pt: Porquê ler os clássicos. Lisboa: Teorema, 1994[?]; br: Por que ler os clássicos. São Paulo: Companhia das Letras, 2004)
- Lezioni americane: Sei proposte per il prossimo millennio (br: Seis propostas para o próximo milênio, São Paulo: Companhia das Letras,1990)
- Una pietra sopra (1982) (en: The uses of literature, New York: Harcourt Brace & Co.,1986)

## Filmografia selecionada
- Boccaccio '70, 1962 (co-escreveu o roteiro de "Renzo e Luciano" dirigido por Mario Monicelli)
- L'Amore difficile, 1963 (escreveu "L'avventura di un soldato" segmento dirigido por Nino Manfredi)
- Tiko and the Shark, 1964 (roteiro co-escrito dirigido por Folco Quilici)

## Adaptações para cinema e televisão
- The Nonexistent Knight de Pino Zac, 1969 (filme de animação italiano baseado no romance)
- Amores dificiles de Ana Luisa Ligouri, 1983 (13' curta mexicano)
- L'Aventure d'une baigneuse de Philippe Donzelot, 1991 (14' curta francês baseado em The Adventure of a Bather in Difficult Loves)
- Fantaghirò de Lamberto Bava, 1991 (adaptação para TV baseada em Fanta-Ghirò, o Belo em contos populares italianos)
- Palookaville de Alan Taylor, 1995 (filme americano baseado em Theft in a Cake Shop, Desire in November e Transit Bed)
- Solidarity por Nancy Kiang, 2006 (10' curta americano)
- Conscience por Yu-Hsiu Camille Chen, 2009 (10' curta australiano)
- "La Luna" de Enrico Casarosa, 2011 (curta norte-americano)[40]